# Groupes de combat de la classe ouvrière
Pour les articles homonymes, voir KDA.

Drapeau des Groupes de combat de la RDA jusqu'en 1990

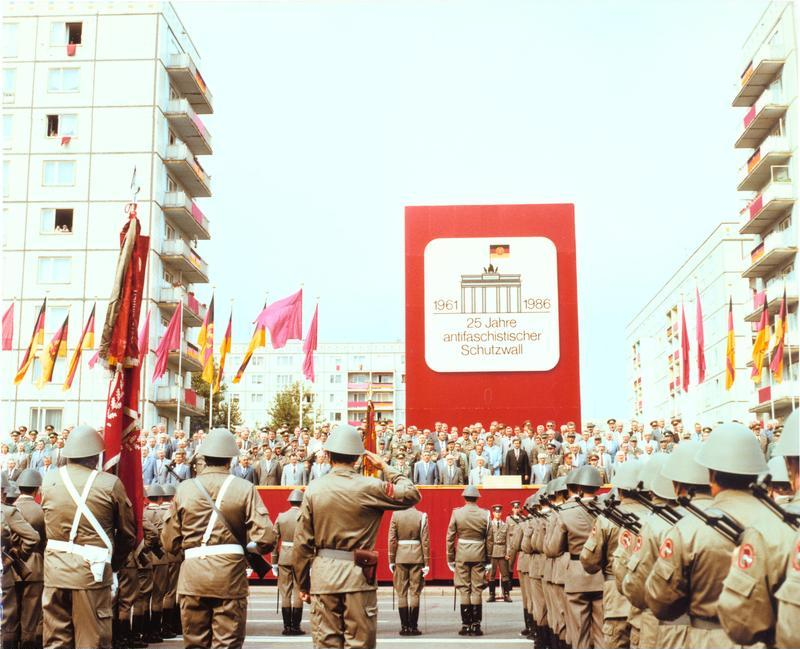
Berlin, 25e anniversaire de la construction du Mur

Les Groupes de combat de la classe ouvrière (en allemand : Kampfgruppen der Arbeiterklasse), appelés aussi Groupes de combat (Kampfgruppen ou KG) ou Groupes de combat d'entreprise (Betriebskampfgruppen), étaient une organisation paramilitaire d'employés dans les entreprises de la République démocratique allemande (RDA). Les Groupes de combat devaient être l'expression de la dictature du prolétariat dans le domaine militaire.

## Organisation

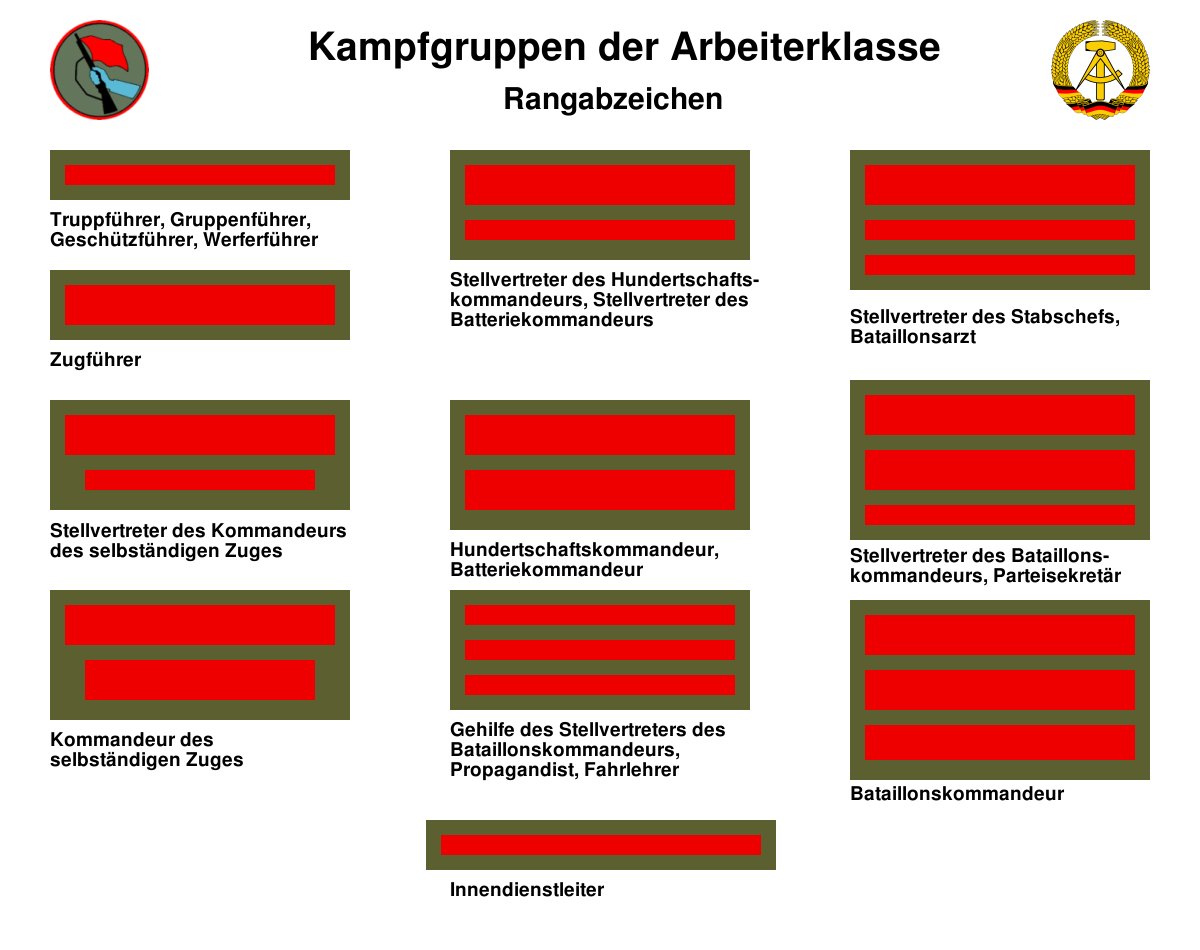
Insignes des grades des Groupes de combat

Les simples soldats de ces unités militaires portaient le titre de  « membres des groupes de combat de la classe ouvrière ». Parmi ces combattants figuraient au départ une majorité d'hommes, membres de la SED (Parti socialiste unifié d'Allemagne), rejoints ensuite par des personnes non encartées et une poignée de femmes, recrutés dans les entreprises, les services publics, les coopératives de production agricole (LPG) ainsi que les lycées et les universités. Plusieurs fois par an, ces personnes participaient à des exercices d'entraînement, souvent en fin de semaine. Ils pouvaient également être mobilisés pour venir appuyer la police est-allemande pour traquer les déserteurs des forces soviétiques déployées en Allemagne de l'Est. 
Lors de leur prestation de serment, les combattants s'engageaient à « défendre les réalisations de l'état ouvrier et paysan les armes à la main ». 
Les officiers étaient uniquement recrutés parmi les membres du parti. Cette participation aux groupes de combat constituait une forme de service militaire bénévole pour la défense de la patrie effectuée par des civils, en dehors de toute appartenance à l'armée ou aux troupes frontalières de la RDA. 
L'âge moyen des combattants était de 25 ans, et il était déconseillé d'appartenir en même temps à des organisations telles que la Société sport et technique (GST), la Croix-Rouge de RDA ou la sécurité civile afin d'éviter toute ambiguïté. Y veillaient les commandos locaux de l'armée populaire nationale. 
Comme la préparation aux groupes de combat n'était pas prévue dans le cadre de l'enseignement public, la GST (société sport et technique) fournissait des enseignants détachés pour assurer la formation militaires des écoliers, des apprentis et des étudiants. 
En reconnaissance de ces prestations non rémunérées, les bénévoles qui avaient effectué plus de vingt-cinq ans de service bénéficiaient d'un supplément de retraite de 100 marks par mois.

## Équipement
L'armement des troupes de combat comportait des pistolets, des fusils d'assaut de type AK-47, des lance-grenades, des modèles légers de  canons antichar et de canons antiaériens et même des véhicules blindés. Il s'agissait la plupart du temps de matériel déjà ancien, construit selon le modèle soviétique des équipements de l'armée rouge, et provenant de la NVA (armée nationale  populaire) ou d'autres institutions militarisées. Ces armes étaient généralement entreposées dans les usines ou sur d'autres lieux de travail. Les transports s'effectuaient  principalement par véhicule lourd, notamment le camion de type IFA W50, fabriqué en RDA.

## Histoire

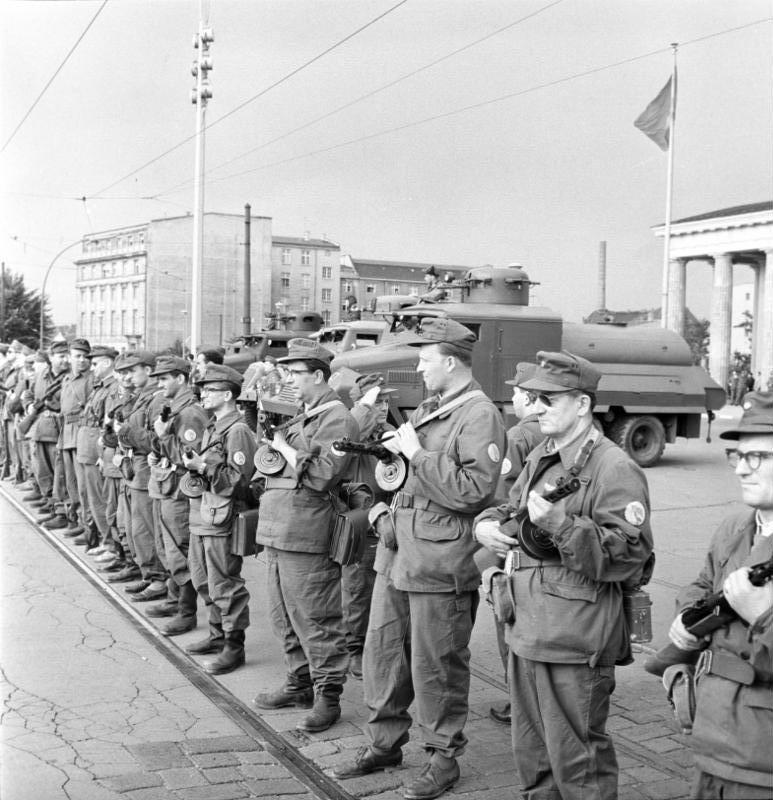
Groupes de combat armé de PPSh-41 sur la frontière intérieure allemande en préparation de la construction du Mur, 13 août 1961.

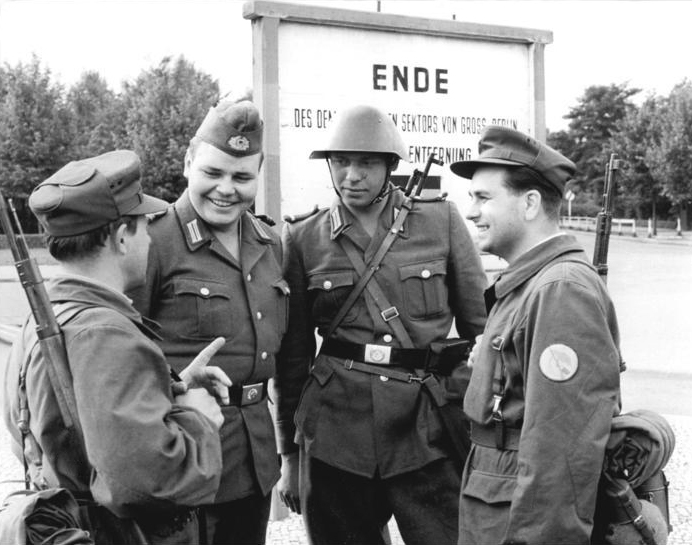
Deux membres des groupes de combat bavardant avec des membres de la NVA et de la Volkspolizei à la frontière entre les différentes zones d'occupation à Berlin (1961)

Les premières unités étaient déjà établies au second semestre 1952. À la suite de l'insurrection « contre-révolutionnaire » du 17 juin 1953, les Groupes de combat furent développés au cours de l'année 1954 comme milice ouvrière. Leur tâche officielle était d'abord la lutte contre les saboteurs et autres « ennemis du socialisme » en RDA, en particulier comme défense ouvrière armée. Pendant l'insurrection de 1956 en Hongrie, ils montrèrent publiquement leur présence. À partir de 1959, leur nom officiel devint : Groupes de combat de la classe ouvrière. Leur opération la plus importante historiquement fut la participation de 5000 (selon d'autres sources 8000) miliciens à la sécurisation de la frontière pendant la construction du mur de Berlin en 1961, bien que la disponibilité réelle fût plutôt mauvaise à cette époque. Au cours des manifestations du Tournant de 1989, des membres des Groupes de combat, également en civil, furent ponctuellement utilisés comme « forces sociales », entre autres à Leipzig, Plauen et Karl-Marx-Stadt (Chemnitz).
L'acte de propagande le plus connu est un « courrier des lecteurs » le 6 octobre 1989 dans la Leipziger Volkszeitung (à l'époque quotidien de la SED) intitulé « Les travailleurs du district exigent : ne plus tolérer l'hostilité à l'égard de l'État » du commandant Günter Lutz au nom de l'unité Hans Geiffert. Dans ce document, il exigeait, « de bloquer ces actions contre-révolutionnaires définitivement et efficacement. S'il le faut, avec l'arme à la main ! ». Le degré d'authenticité de ce courrier des lecteurs, contrôlé, est discutable.
Le dernier responsable, de 1972 à 1989, fut un Generalmajor de la Volkspolizei, Wolfgang Krapp, en tant que directeur général des Groupes de combat au ministère de l'intérieur. Les Groupes de combat ont cessé leurs activités dès octobre 1989, et le 6 décembre 1989, le nouveau ministre de l'intérieur de la RDA a ordonné leur désarmement. À la fin du mois de mai 1990, toutes les unités des Groupes de combat avaient été démobilisées.